# Astydamie
Dans la mythologie grecque, Astydamie est la fille de Créthée et l'épouse d'Acaste, roi d'Iolcos.
Quand Pélée est accueilli à Iolcos par Acaste, Astydamie en tombe amoureuse. Mais celui-ci la repousse, et Astydamie se venge en le calomniant à deux reprises. Elle envoie d'abord une lettre à Antigone (épouse de Pélée) déclarant que son mari la trompe, à la suite de laquelle Antigone se pend. Puis elle accuse publiquement Pélée d'avoir voulu la violer : Acaste fait arrêter son hôte et l'expose sur le mont Pélion. Délivré par le centaure Chiron, Pélée se venge par la suite en suppliciant Acaste et Astydamie.

## Source
- Joël Schmidt, Dictionnaire de la mythologie grecque et romaine, Larousse, 1965.